# Geneva (Schriftart)
Geneva ist eine serifenlose Schriftart, die von Susan Kare für Apple entwickelt wurde.
Sie wurde bereits mit den ersten Macintosh-Rechnern ausgeliefert und gehört damit zu den ältesten Schriften der Macintosh-Betriebssysteme. Susan Kare schlug anfangs für die Schriften des Macintosh Namen der Haltestellen der Paoli-Straßenbahn vor. Steve Jobs gefiel die Idee von Städten als Namensvorbild, wollte aber lieber Städte von „Weltklasse-Rang“.
Der Städtename Genf (Schweiz) verweist auf die ebenfalls serifenlose Schriftart Helvetica.